# پاشنه طلا
پاشنه طلا فیلمی به کارگردانی نظام فاطمی و نویسندگی احمد نجیب‌زاده محصول سال ۱۳۵۴ است.

## خلاصه داستان
مهدی پس از آشنائی با شیرین به او کمک می‌کند تا عطا را که پدر او را به قتل رسانده و با اسناد جعلی درصدد تصاحب کاباره‌ای است که به شیرین تعلق دارد، از سر راه او بردارد. برادرش محمود، که در رشته پزشکی تحصیل کرده است، به ایران بازمی‌گردد، و به دختر دایی‌اش هما که، از کودکی نزد آنها بزرگ شده، علاقمند می‌شود. آن دو تصمیم به ازدواج دارند. اما مادر مهدی با این استدلال که اول باید پسر بزرگش ازدواج کند با ازدواج محمود مخالفت می‌کند. مادر، بدون اطلاع از علاقه هما به محمود، او را به عنوان شریک زندگی مهدی انتخاب می‌کند. محمود و هما که ناامید شده‌اند از گفتن حقیقت خودداری می‌ورزند. در ماجرایی عطا به قتل می‌رسد و مهدی، که با او سابقه نزاع داشته، متهم و دستگیر می‌شود. در غیاب او محمود، در عالم بی‌خبری، از هما هتک حرمت می‌کند. با دستگیر شدن قاتل عطا مهدی آزاد می‌شود و پس از نزاع با محمود و اطلاع از علاقهٔ او به هما مراسم ازدواجشان را تدارک می‌بیند و خودش به سراغ شیرین می‌رود.

## بازیگران
- ناصر ملک مطیعی
- شورانگیز طباطبایی
- فرخ ساجدی
- مرتضی عقیلی
- سیمین غفاری
- نادره
- علیرضا قوامی
- علی زاهدی
- پروین مهذب
- حسن رضایی
- قدرت قربانی
- میرزاده
- نریمان شیری فرد